# Blood (computerspel)
Blood is een computerspel ontwikkeld door Monolith Productions en gepubliceerd door GT Interactive. Het spel is uitgebracht op 20 juni 1997 en gebruikt de eerste Build-engine van Ken Silverman.

## Gameplay
De gameplay van Blood lijkt op dat van Doom. De speler moet schakelaars en sleutels zoeken om naar de volgende level te gaan. De actie is met een hoog tempo, en de levels bevatten vele monsters. Blood was een van de eerste first-person shooters om twee wapens tegelijkertijd te dragen om op een andere mode te zetten.

## Gewelddadigheid
Blood heeft een overvloed van gewelddadigheid, waarvan de naam afgeleid is. Monsters kunnen aan stukken worden geschoten, de hoofden van zombies kunnen afgeschoten worden en als een voetbal getrapt worden. In alle levels zal de speler lijken, gemartelde slachtoffers en andere bloederige situaties tegenkomen.

## Ontvangst
| Beoordeeld door                | Datum             | Score |
| ------------------------------ | ----------------- | ----- |
| Adrenaline Vault, The (AVault) | 24 april 1997     | 100%  |
| Retrogaming History            | 19 november 2009  | 95%   |
| Electric Games                 | 1997              | 92%   |
| Freak                          | april 1997        | 90%   |
| GamePro (USA)                  | 9 november 2005   | 90%   |
| Thunderbolt Games              | 25 september 2010 | 90%   |
| PC Gameplay (Benelux)          | juni 1997         | 84%   |
| PC Jeux                        | juni 1997         | 82%   |
| Gamezilla                      | 1997              | 74%   |
| Power Play                     | mei 1997          | 67%   |